# كريستيان كاستانييدا
كريستيان ألبرتو كاستانييدا فارغاس (إسبانية: Cristián Castañeda؛ مواليد 18 سبتمبر 1968 في سان فيسنتي دي تاغوا تاغوا، تشيلي) هو لاعب كرة قدم تشيلي سابق كان يلعب كظهير أيمن. اعتزل اللعب عام 2005. سبق له أن لعب في كأس العالم لكرة القدم مع منتخب بلاده. بدأ مسيرته الرياضية عام 1992 واعتزل في عام 2005. لعب خلال مسيرته 172 مباراة.

## الجوائز والإنجازات

### الإنجازات مع النادي
| النادي أو المنتخب    | البطولة                   | مرات الفوز | الأعوام أو المواسم     |
| -------------------- | ------------------------- | ---------- | ---------------------- |
| أونيفرسيداد دي تشيلي | الدوري التشيلي لكرة القدم | 4          | 1994، 1995، 1999، 2000 |

## روابط خارجية
- كريستيان كاستانييدا على موقع الاتحاد الدولي (مؤرشف)  (الإنجليزية)
- كريستيان كاستانييدا على موقع قاعدة بيانات كرة القدم.إي يو (الإنجليزية)
- كريستيان كاستانييدا على موقع ناشيونال فوتبول تيمز (الإنجليزية)
- كريستيان كاستانييدا على موقع Soccerway.com (الإنجليزية)
- كريستيان كاستانييدا على موقع عالم كرة القدم.نت (الإنجليزية)